# Autoroute A24 (Portugal)
Pour les articles homonymes, voir A24 (homonymie).
L'autoroute portugaise A24 (Autoestrada do Interior Norte) ou  E 801  relie l' au niveau de Viseu à la frontière espagnole à proximité de Vila Verde da Raia en passant par Lamego, Peso da Régua, Vila Real, Vila Pouca de Aguiar et Chaves. Elle traverse l'intérieur nord du pays. Sa longueur est actuellement de 162 kilomètres.
Un dernier tronçon de 11 km séparant Vila Real à Vila Pouca de Aguiar a été inauguré en juillet 2007.
L'A24 n'est plus gratuite depuis le 8 décembre 2011 (à la suite de la politique du gouvernement de supprimer les SCUT). Le péage est assuré par des portiques automatiques en flux libre (free-flow) et coute 14€ pour parcourir l'ensemble de l'autoroute.
Elle va se poursuivre jusqu'à Coimbra mais l'ouverture de ce nouveau tronçon (payant cette fois-ci) est actuellement suspendue due à la crise économique.
La liaison internationale, avec du côté espagnol un tronçon autoroutier de 12 km (A-75) reliant la frontière à l'A-52 près de Verin, a été mise en service en juin 2010.
L'A24 est considérée comme la plus belle autoroute portugaise du fait de ses nombreux ouvrages d'art (38 viaducs notamment) et des paysages qu'elle traverse.
L'A24 est redevenu gratuite depuis le 1er janvier 2025

## État des tronçons
| Tronçon                                      | État (2011)                                                                                           | km   |
| -------------------------------------------- | --- | ---- |
| Coimbra (Trouxemil) - Mealhada               | Adjudication du projet repoussée pour cause de crise économique (Concession : Autoestradas do Centro) | 14   |
| Mealhada - Viseu ()                          | Adjudication du projet repoussée pour cause de crise économique (Concession : Autoestradas do Centro) | 51   |
| Viseu () - Arcas                             | En service (2005) (Concession: SCUT do Interior Norte)                                                | 25   |
| Arcas - Castro Daire-Nord                    | En service (2004) (Concession: SCUT do Interior Norte)                                                | 14,3 |
| Castro Daire-Nord - Bigorne                  | En service (2003) (Concession: SCUT do Interior Norte)                                                | 8,4  |
| Bigorne - Peso da Régua                      | En service (1998) (Concession: SCUT do Interior Norte)                                                | 24   |
| Peso da Régua - Vila Real ()                 | En service (2004) (Concession: SCUT do Interior Norte)                                                | 21,7 |
| Vila Real \|() - Vila Pouca de Aguiar ()     | En service (2007) (Concession: SCUT do Interior Norte)                                                | 23,7 |
| Vila Pouca de Aguiar () - Vila Verde da Raia | En service (2006) (Concession: SCUT do Interior Norte)                                                | 43,8 |
| Vila Verde da Raia - Espagne (A-75)          | En service (2010) (Concession: SCUT do Interior Norte)                                                | 1    |

## Trafic

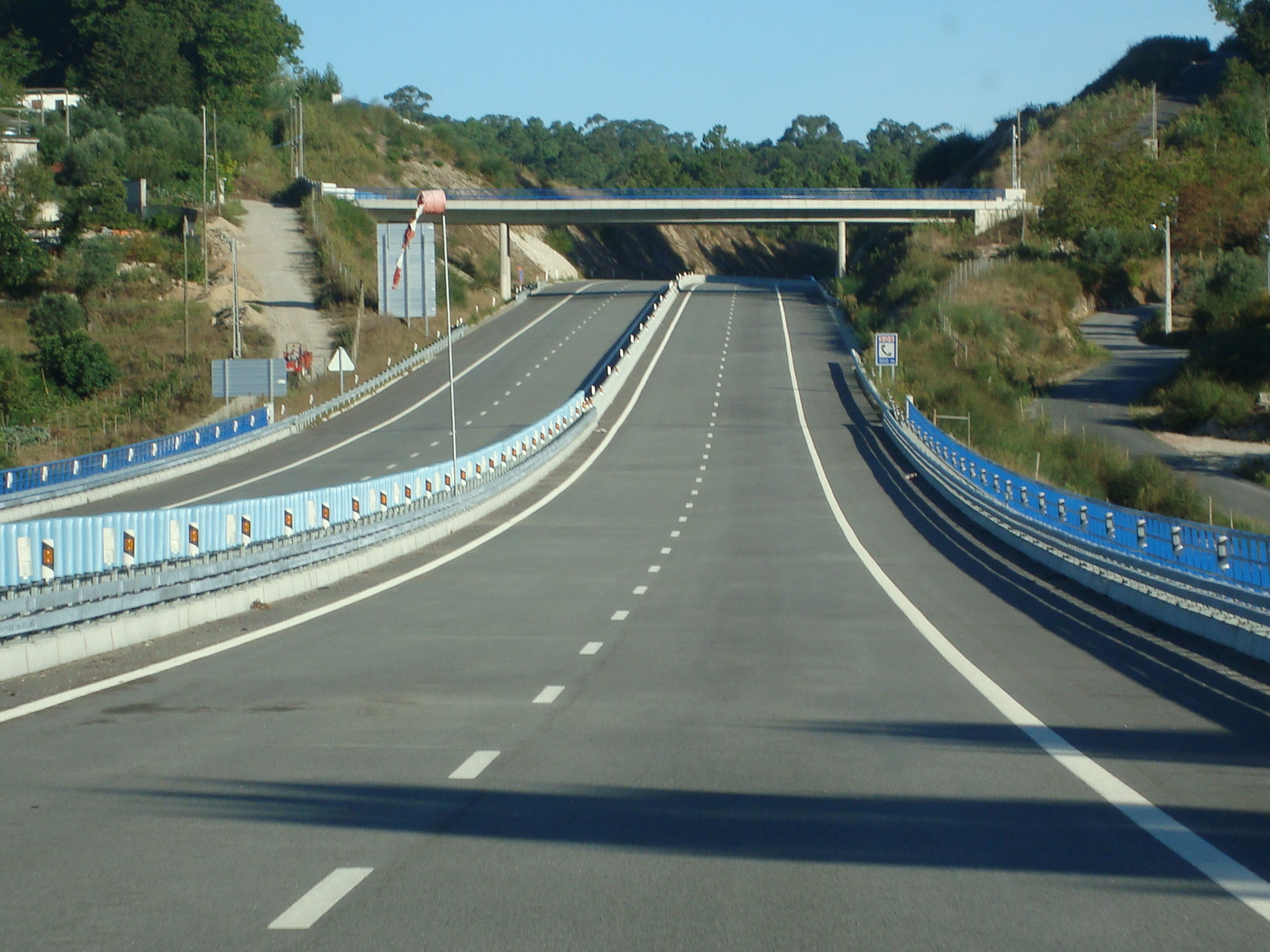
L'A24 près de Viseu

| Section                              | Trafic (en véhicules par jour) en 2010 |
| ------------------------------------ | -------------------------------------- |
| - Viseu-Nord                         | 6007                                   |
| Viseu-Nord - Arcas                   | 8660                                   |
| Arcas - Carvalhal                    | 8132                                   |
| Carvalhal - Castro Daire-Est         | 7589                                   |
| Castro Daire-Est - Castro Daire-Nord | 7428                                   |
| Castro Daire-Nord - Bigorne          | 6995                                   |
| Bigorne - Lamego                     | 6261                                   |
| Lamego - Valdigem                    | 9622                                   |
| Valdigem - Peso da Régua             | 8091                                   |
| Peso da Régua - Portela              | 9145                                   |
| Portela - Constantim                 | 8878                                   |
| Constantim - Vila Real ( IP 4 )      | 7497                                   |
| Vila Real ( IP 4 ) - Fortunho        | 7326                                   |
| Fortunho - Vila Pouca de Aguiar      | 6810                                   |
| Vila Pouca de Aguiar -               | 5515                                   |
| - Pedras Salgadas                    | 6664                                   |
| Pedras Salgadas - Vidago             | 6994                                   |
| Vidago - Chaves-Sud                  | 6442                                   |
| Chaves-Sud - Chaves-Nord             | 3870                                   |
| Chaves-Nord - Vila Verde da Raia     | 3909                                   |
| Vila Verde da Raia - Frontière       | 4829                                   |

## Capacité
| Section         | Capacité | Longueur |
| --------------- | -------- | -------- |
| Viseu - Espagne |          | 162 km   |

## Itinéraire

Carte de l'A24

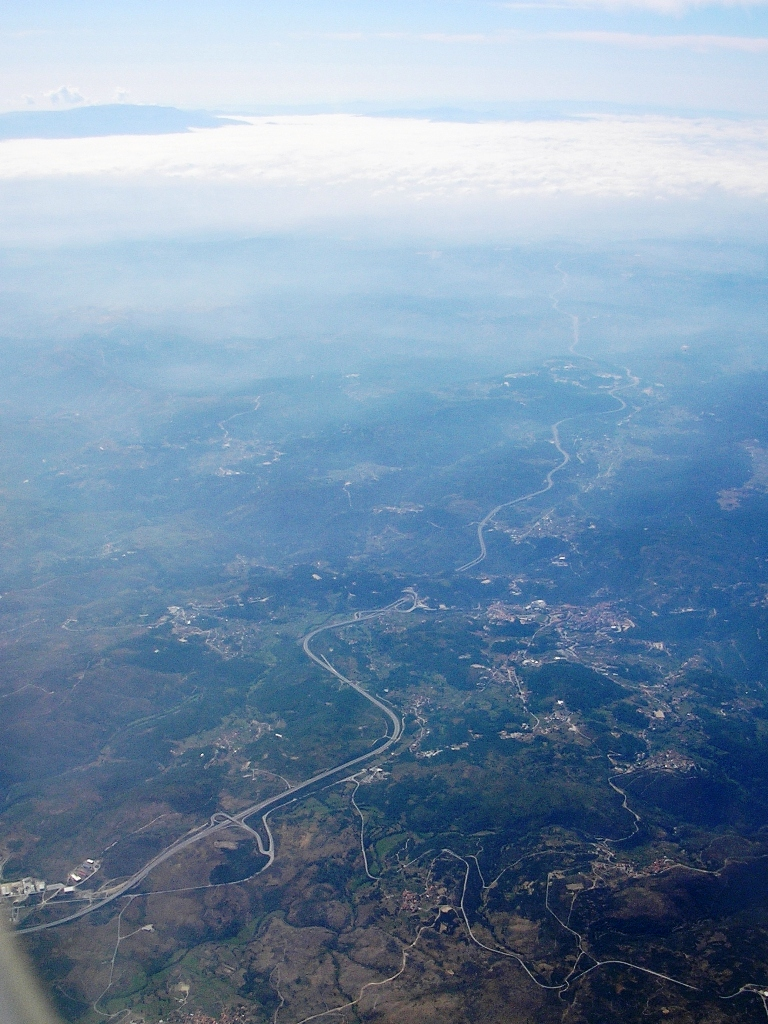
Vue aérienne de l'A24 à proximité de Castro Daire. Vue du nord vers le sud, permettant d'apercevoir la Serra da Estrela dans le coin supérieur gauche de l'image.

| Sorties                                    | Villes                                                                  |
| ------------------------------------------ | ----------------------------------------------------------------------- |
|                                            | Direction Coimbra IP 3                                                  |
| 01                                         | Aveiro Viseu-Est                                                        |
| 02                                         | Viseu-Ouest                                                             |
| 03                                         | Viseu-Nord Aire de service de Viseu-Nord (km 151,7)                     |
| Portique de péage de - € 1,75 (km 145,3)   |                                                                         |
| 04                                         | Arcas                                                                   |
| 05                                         | Carvalhal                                                               |
| Portique de péage de - € 0,85 (km 131,9)   |                                                                         |
| 06                                         | Castro Daire-Est                                                        |
| 07                                         | Castro Daire-Nord                                                       |
| Aire de service de Castro Daire (km 119,1) |                                                                         |
| Portique de péage de - € 1,15 (km 117,5)   |                                                                         |
| 08                                         | Bigorne                                                                 |
| Portique de péage de - € 1,15 (km 111,5)   |                                                                         |
| 09                                         | Lamego                                                                  |
| 10                                         | Valdigem                                                                |
| Portique de péage de - € 0,95 (km 91,1)    |                                                                         |
| 11                                         | Peso da Régua                                                           |
| Portique de péage de - € 1,35 (km 81,3)    |                                                                         |
| 12                                         | Vila Real (Aéroport)                                                    |
| 13                                         | Constantim Andrães                                                      |
|                                            | Vila Real-Sud - Amarante Bragance                                       |
| Portique de péage de - € 0,65 (km 69,2)    |                                                                         |
| 14                                         | Vila Real IP 4 Bragance IP 4                                            |
| Aire de service de Vila Real (km 67,4)     |                                                                         |
| 15                                         | Fortunho                                                                |
| Portique de péage de - € 2,00 (km 53,9)    |                                                                         |
| 16                                         | Vila Pouca de Aguiar                                                    |
| 17                                         | Guimarães                                                               |
| Portique de péage de - € 1,10 (km 35,1)    |                                                                         |
| 18                                         | Bragado Pedras Salgadas                                                 |
| Portique de péage de - € 0,85 (km 28,3)    |                                                                         |
| 19                                         | Vidago                                                                  |
| Aire de service de Vidago (km 22,8)        |                                                                         |
| Portique de péage de - € 0,70 (km 18,3)    |                                                                         |
| 20                                         | Redondelo - Boticas N 103 Chaves-Sud                                    |
| Portique de péage de - € 0,70 (km 12,1)    |                                                                         |
| 21                                         | Chaves-Nord                                                             |
| Portique de péage de - € 0,80 (km 8,4)     |                                                                         |
| 21A                                        | Chaves (Parc industriel)                                                |
| 22                                         | Vila Verde da Raia                                                      |
|                                            | Frontière Espagne - Portugal                                            |
|                                            | Autoroute Verin-Frontière portugaise A-75 E 801 (Connexion frontalière) |